# Sklabiňa
Sklabiňa (Hongaars: Szklabinya) is een Slowaakse gemeente in de regio Žilina, en maakt deel uit van het district Martin.
Sklabiňa telt 624 inwoners.

## Foto's

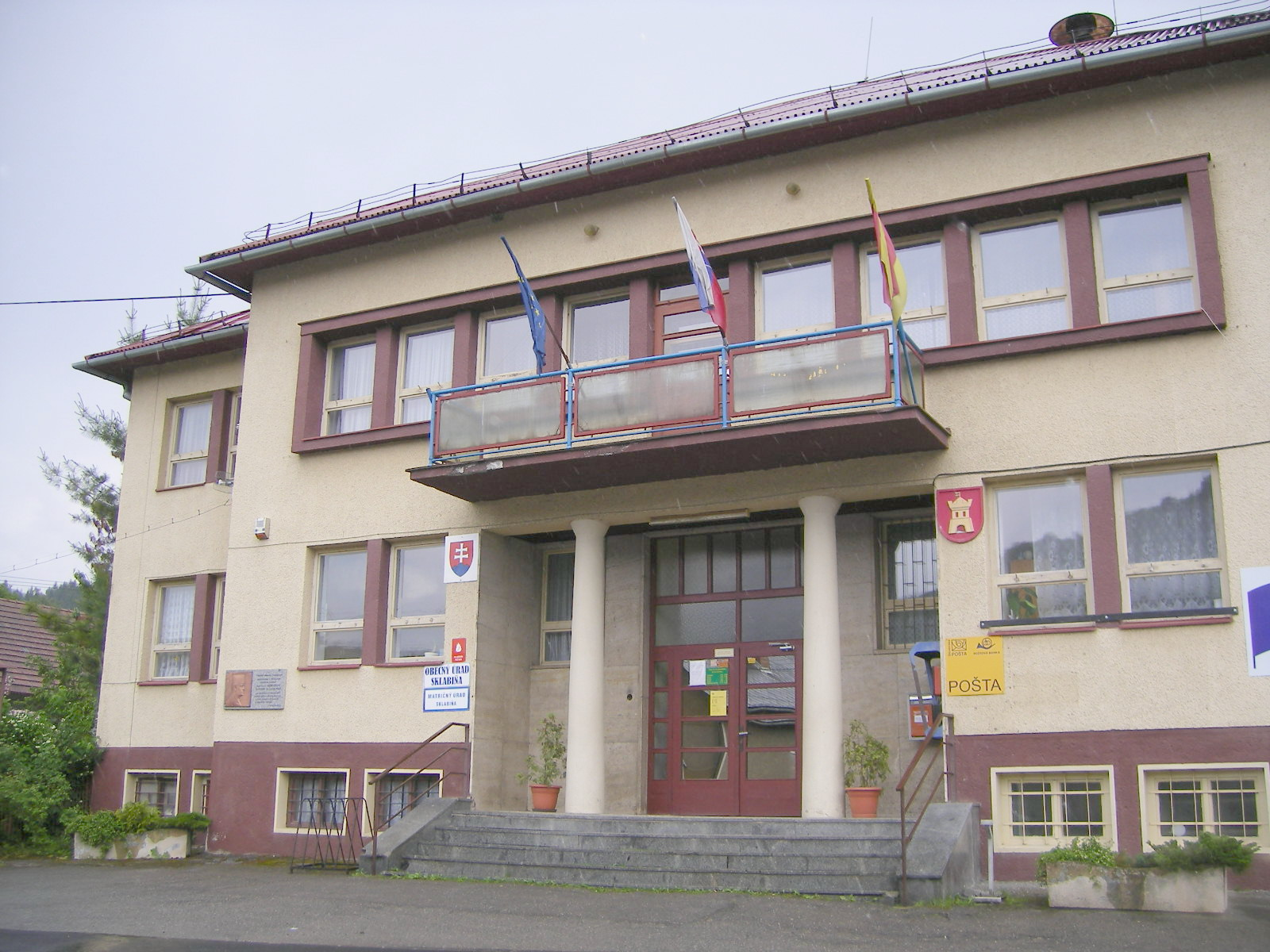
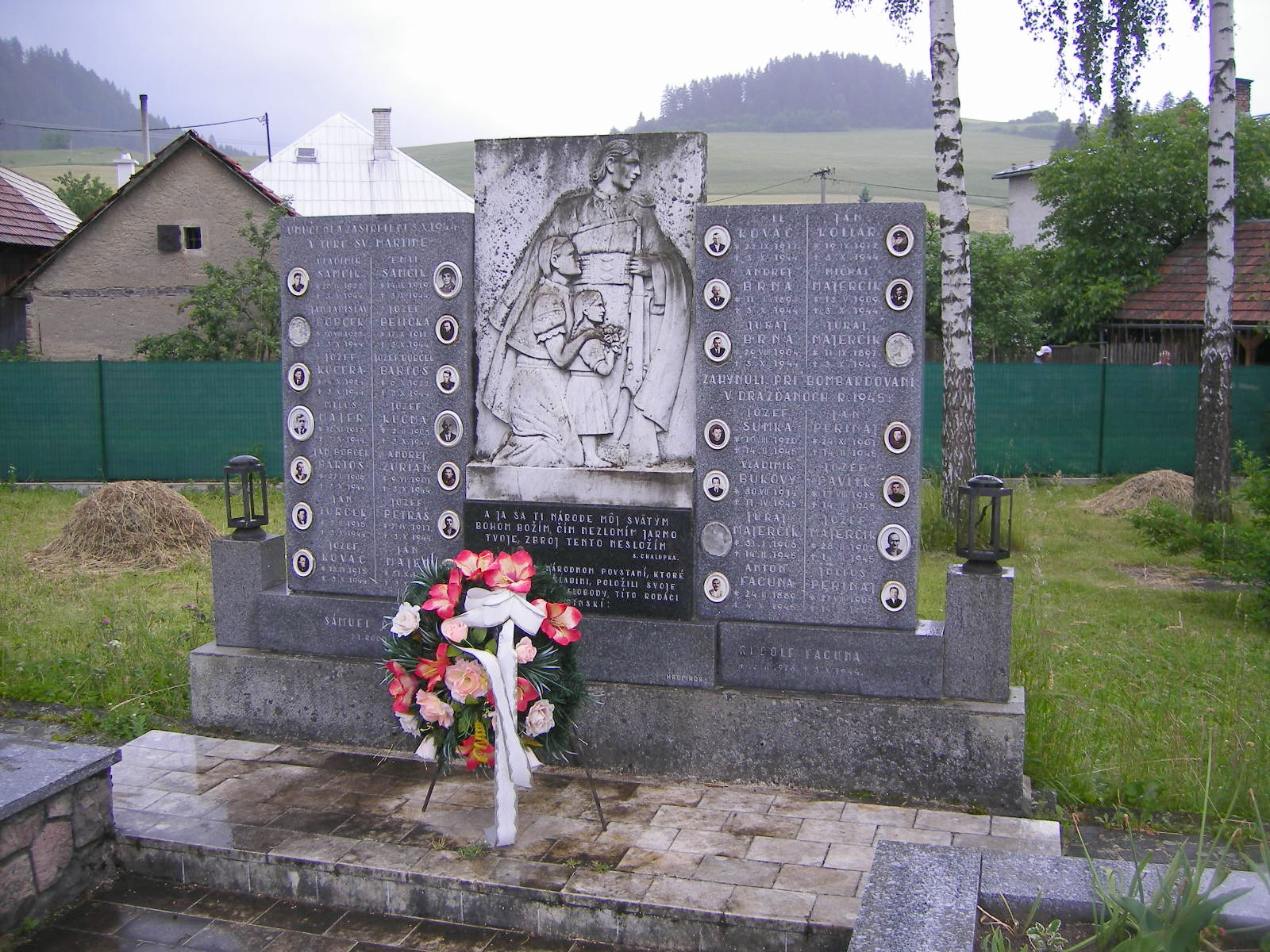
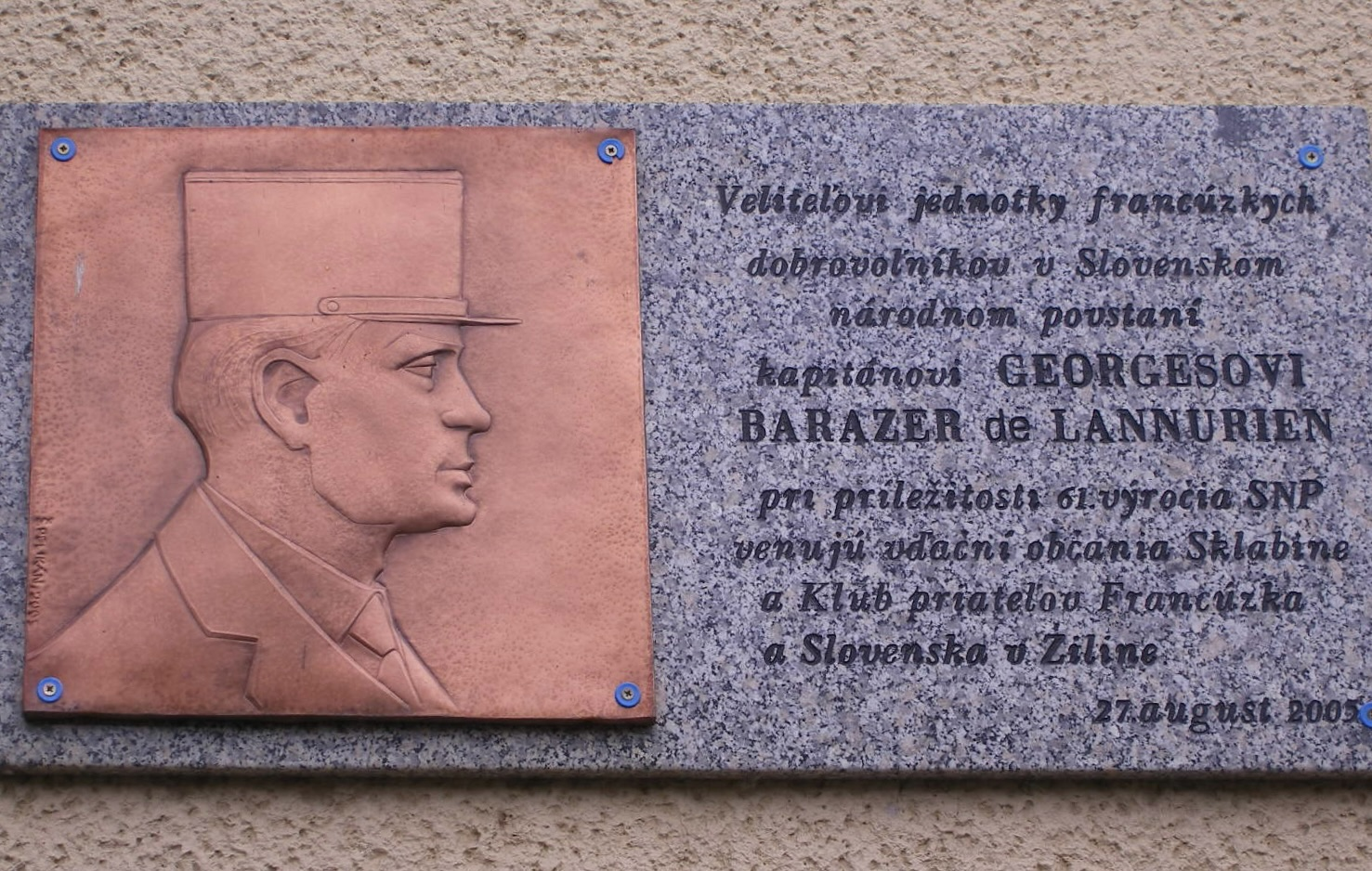